# Философ при свете лампы
«Философ при свете лампы» (англ. A Philosopher by Lamplight, также известна как A Hermit studying anatomy — «Отшельник, изучающий анатомию») — картина английского художника Джозефа Райта, завершённая в 1769 году. Достоверно не известно, когда была написана картина, но впервые она была выставлена в 1769 году в Лондоне в Обществе художников. Это одна из первых картин Райта с искусственным освещением, стилем, который позднее стал знаменитым.

## Описание
Картина описана в каталоге товаров 1801 года как спутник картины «Алхимик, открывающий фосфор». На обеих картинах изображена главная фигура на переднем плане и две в стороне, обе картины являются ночными сценами и на обеих старый человек участвует в научном исследовании.
На картине изображён старик, который, вероятно, является философом или пилигримом, сидящий в освещённой лампой пещере и глядящий на коллекцию человеческих костей. Два меньших человека, или мальчишки, одетые как пилигримы (что определяется по морским гребешками на их шляпах, эмблемой святого Иакова), приближаются к нему с волнением. Размер этих фигур меньший, чем изображение главного персонажа картины. Пейзаж вне пещеры тёмен, и лишь слегка освещается пробивающимся сквозь облака лунным светом. Гребешки являются знаком пилигримов, но они же были эмблемой семьи Дарвинов, в которую входил Эразм Дарвин — член Лунного общества и одна из ключевых фигур эпохи Просвещения.

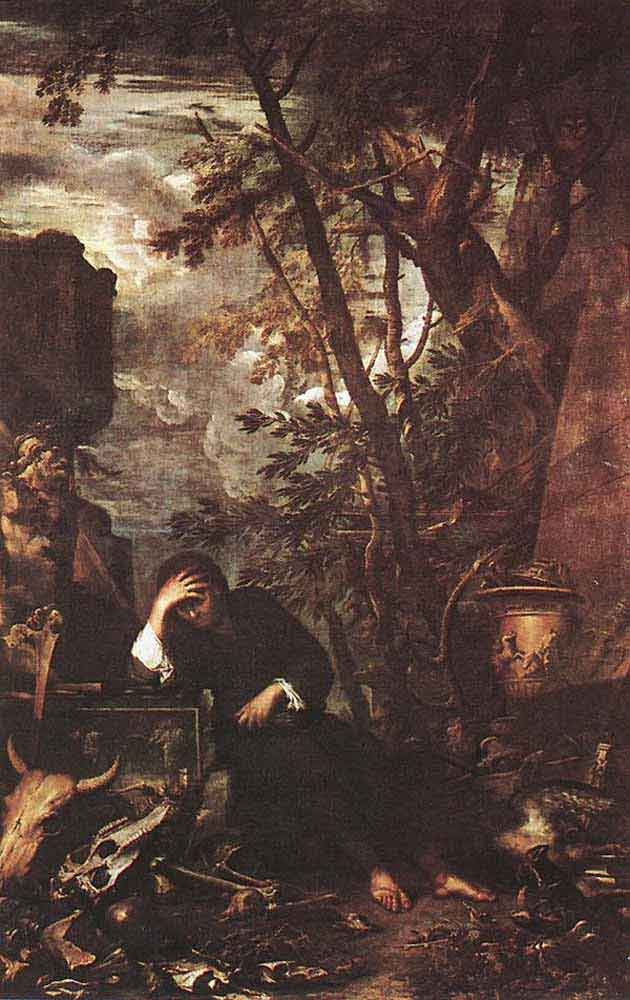
«Медитирующий Демокрит»

Согласно утверждениям экспертов, эта картина основана на «Медитирующем Демокрите» (Democritus in Meditation) Сальватора Розы. Друг Райта Джон Хамильтон Мортимер был последователем Розы, так что, возможно, Райт видел работу Розы или её гравировку.
Философ Райта исследует часть скелета, но это, по всей видимости, не является серьёзным анатомическим исследованием. Он окружён символами эфемерности человеческого существования, включающими скелет, лампу со сгораемым топливом, луну и песочные часы. Луна также была символом Лунного общества, с которым Райт был тесно связан, хотя и не был его членом.
Озабоченное выражение философа и трепет двух пилигримов может быть отображением беспокойства по поводу новых научных знаний и открытий того времени, в котором жил Райт.